# Neocorynura oiospermi
Neocorynura oiospermi är en biart som först beskrevs av Carlos Schrottky 1909.  Neocorynura oiospermi ingår i släktet Neocorynura och familjen vägbin. Inga underarter finns listade i Catalogue of Life.